# Franciszek Urbański (łowczy)
Franciszek Urbański herbu Nieczuja (zm. w 1712 roku) – łowczy kamieniecki w latach 1695-1712, sędzia kapturowy ziemi sanockiej w 1696 roku.